# Greg Campbell
Gregory (Greg) Campbell (Portsmouth, 13 juli 1965) is een voormalig Engels voetballer. Hij stond onder contract bij Sparta.

## Statistieken
| Seizoen | Club                        | Land      | Competitie                      | Wed. | Goals |
| ------- | --------------------------- | --------- | ------------------------------- | ---- | ----- |
| 1984/85 | West Ham United FC          | Engeland  | Football League First Division  | -    | -     |
| 1985/86 | West Ham United FC          | Engeland  | Football League First Division  | -    | -     |
| 1986/87 | West Ham United FC          | Engeland  | Football League First Division  | -    | -     |
| 1986/87 | → Brighton & Hove Albion FC | Engeland  | Football League Second Division | 2    | 0     |
| 1987/88 | Sparta                      | Nederland | Eredivisie                      | 13   | 2     |
| 1988/89 | Sparta                      | Nederland | Eredivisie                      | 1    | 1     |
| 1988/89 | Plymouth Argyle FC          | Engeland  | Football League Second Division | -    | -     |
| 1989/90 | Plymouth Argyle FC          | Engeland  | Football League Second Division | -    | -     |
| 1990/91 | Northampton Town FC         | Engeland  | Football League Fourth Division | -    | -     |
| 1991/92 | Northampton Town FC         | Engeland  | Football League Fourth Division | -    | -     |
| Totaal  | Totaal                      | Totaal    | Totaal                          | 107  | 16    |